# Konary (Wińsko)
Konary [kɔ'narɨ] (deutsch: Kunern bei Winzig) ist ein Ort in der der Landgemeinde Wińsko (Winzig) im Powiat Wołowski der Woiwodschaft Niederschlesien in Polen.

## Geographie

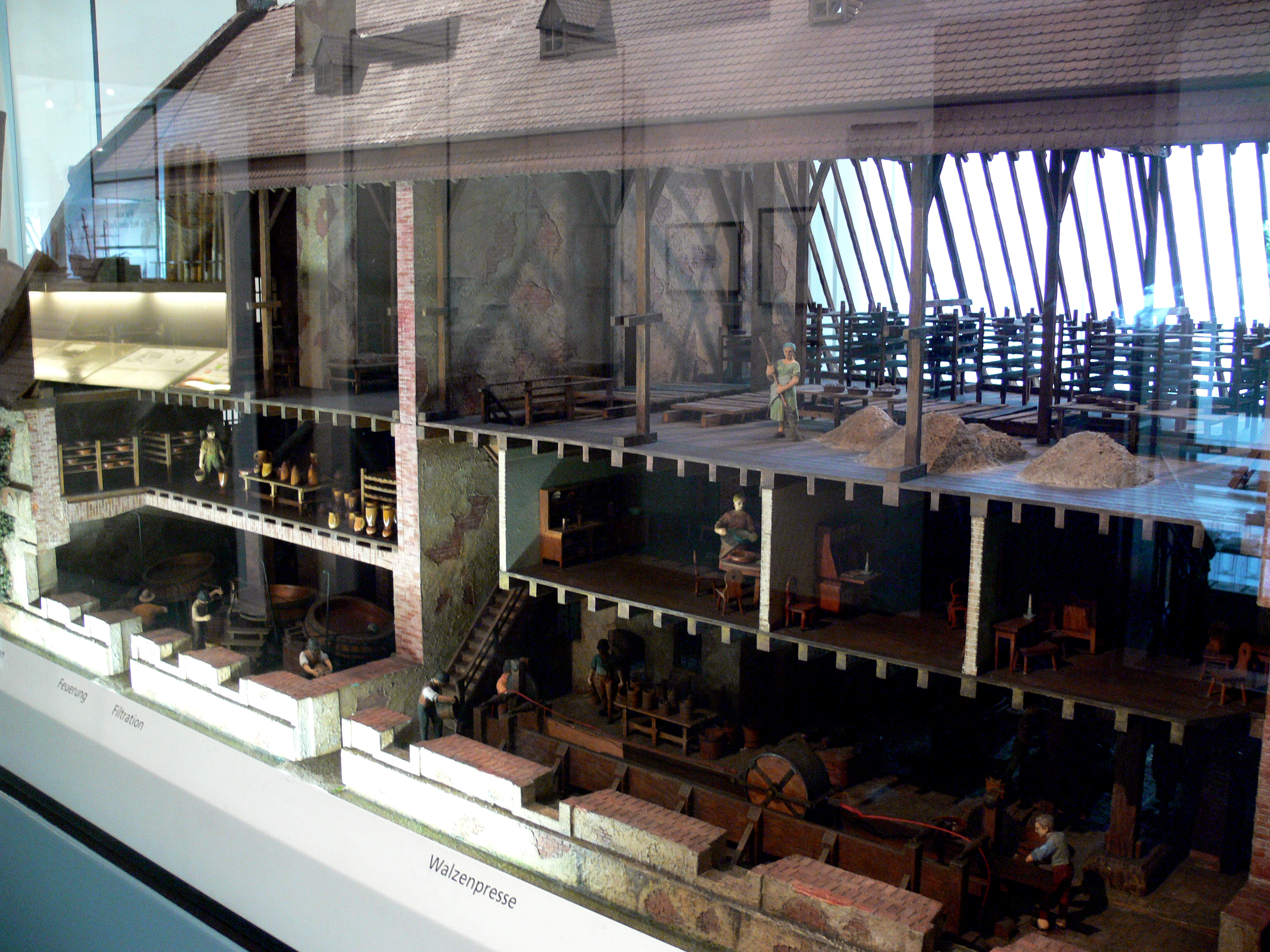
Modell der ersten Rübenzuckerfabrik in Kunern (1802–1807) – Ausstellung im Deutschen Technikmuseum Berlin

Konary liegt etwa 13 km nördlich von Wołów (Wohlau) und 57 km nordwestlich von Breslau.

## Geschichte
Cunern (auch Kunern) gehörte zum Herzogtum Wohlau, das bis 1675 von den Schlesischen Piasten regiert wurde. Mit dem Tod des Herzogs Georg Wilhelm I., mit dem die Linie der Schlesischen Piasten erlosch, gelangte Winzig zusammen mit den Herzogtümern Liegnitz, Brieg und Wohlau durch Heimfall an die Krone Böhmen. Nach dem Ersten Schlesischen Krieg fiel Kunern 1742 wie fast ganz Schlesien an Preußen. Dabei kam ein Teil der Orte zum nun kleineren Wohlauer Kreis, der 1815 dem Regierungsbezirk Breslau zugeordnet wurde und 1818 als Kreis Wohlau noch einmal neu abgegrenzt wurde. Kunern blieb immer im Kerngebiet um Wohlau. Es bestand aus Ober- und Niederkunern mit 284 (1792) und 319 (1939) Einwohnern. Das Dorf hatte keine eigene Kirche. Die meist evangelischen Gläubigen wurden durch die Pfarrei in Herrnmotschelnitz (ab 1945 Moczydlnica Dworska) seelsorglich betreut, die wenigen Katholiken gehörten zur Pfarrei in Krehlau (ab 1945 Krzelów).

## Franz Carl Achard
Das herrschaftliche Gut in Kunern mit fast 670 Hektar Fläche erwarb im Jahre 1801 Franz Carl Achard, der verstärkt die „Weiße schlesische Rübe“ anbauen ließ und zwischen Schloss (Herrenhaus) und dem Wirtschaftshof auf dem östlichen Hügel drei bereits vorhandene Gebäude für die Rübenverarbeitung einrichten. Im April 1802 begann hier die erste Kampagne zur Zuckergewinnung: aus 400 Tonnen Rüben der Vorjahresernte wurden 16 Tonnen Rohzucker (also eine Ausbeute von vier Prozent) gewonnen.
Im März 1807 brannte die Anlage im Vierten Koalitionskrieg ab und wurde fünf Jahre später zwischen Dorfstraße und Schloss durch zwei kleinere Gebäude ersetzt: die neue Lehr-Zuckerfabrik und ein Wohnhaus für Lehrlinge. Achard bildete weiter an dieser neuen „Lehranstalt für Zuckergewinnung aus Runkelrüben“ interessierte Personen aus, musste aber aus gesundheitlichen Gründen im Jahre 1819 aufgeben. Er starb am 20. April 1821 und wurde auf dem evangelischen Friedhof von Herrnmotschelnitz beerdigt. Das Gut blieb noch zwei Generationen im Besitz der Familie und wechselte dann den Eigentümer.

## Würdigung
Achard hatte in seiner Berliner Zeit bis zum Jahre 1800 neben vielen anderen Tätigkeiten und Erfolgen durch gezielte Auslese den Zuckergehalt bei schlesischen Futterrüben von 1,5 auf vier bis fünf Prozent gesteigert. Er entwickelte die Geräte und das Verfahren zur Gewinnung von Zucker aus Rüben und betrieb ab 1802 in Kunern die dazu gehörige erste funktionsfähige Fabrik der Welt. Damit wurde die Verminderung bzw. Ablösung des Imports von Rohrzucker („Kolonialzucker“) möglich. Leider breitete sich erst nach 1830 – also über 30 Jahre nach den Anfängen in Kunern – die Rübenzuckerherstellung in Deutschland durch den Bau neuer Fabriken stark aus. Der Verein für die Rüben-Zuckerindustrie des Deutschen Reichs stiftete 1886 einen Denkstein und ließ die Grabstelle Achards in Herrnmotschelnitz restaurieren.
Die ehemalige Lehr-Zuckerfabrik wurde später als Brennerei genutzt, danach als Getreidespeicher. Erst 1911 wurde die Bedeutung des Gebäudes erkannt – deswegen kaufte es der Verband der Deutschen Zuckerindustrie und wollte hier ein Museum einrichten. Nach 1918 wechselte das Haus wieder den Besitzer und diente zuletzt als Wohnung für französische Zwangsarbeiter. Ende Januar 1945 brannte das Gebäude aus, die Steine wurden für andere Zwecke genutzt. 1964 kam es zur Umgestaltung des Geländes: die Grundmauern wurden dauerhaft konserviert, und es gibt seitdem eine Gedenkstätte mit einem Keramik-Relief als Bild von Achard. Die größere Tafel von 1964 trägt die Inschrift: "An dieser Stelle entstand 1802 die weltweit erste Rübenzuckerfabrik, deren Gründer F. C. Achard war. Die kleinere Tafel wurde erst 2002 als Gedächtnis an das Jahr 1802 angebracht.